# Barber Motorsports Park
Le Barber Motorsports Park est un circuit automobile situé aux États-Unis près de la ville de Birmingham, en Alabama.
Le circuit accueille depuis 2010 le Grand Prix automobile d'Alabama dans le cadre de l'IndyCar Series.